# 小鷹 (砲艦)
小鷹（こたか）は、日本海軍の雑役船（交通船）。豆砲艦と呼ばれ、当時のジェーン海軍年鑑でも砲艦に分類されていた。艦名は片桐大自の研究によると小型の鷹類の総称とされる。

## 概要
1929年（昭和4年）度支那事件費によって建造された小型の雑役船。
正式な分類は雑役船中の交通船（内火式河用特型）だが、通常の砲艦では進入できない浅瀬や河川の支流、湖沼などの警備にあたり、「豆砲艦」と呼ばれ重宝したという。
1944年（昭和19年）5月31日に爆撃を受け沈没した。
同型艦は無いが、竣工から数年後に本船をタイプシップとして満州国の砲艇2隻が建造された。

## 計画
熱海型砲艦設計に際して加藤恭亮造船大尉が中国へ現地調査へ訪れたところ、現地部隊では河川の支流や川岸近く、湖沼などでも活動でき、また速力、航続力、居住性が十分となる、通常より更に小さいサイズの艦を要望していた。
そこで帰国後に熱海型と同時に設計することになったが国内には参考になる艦船が無く、排水量39トンのフランス海軍砲艦「LA-GRANDIERE」をタイプ・シップとして設計された。

## 艦型
艦型は全体的に熱海型を縮小、簡易化したようなものとなった。
船体は底の平たい1層甲板で、また艦尾はトランサム型であった。
上部構造物は操舵室より前には船首楼甲板を設けて士官室とし、士官室直後に兵員室、操舵室後方に艇長室とし、厠と烹炊所は後部構造物内に設けられた。
敷物は中央部上甲板のみを木甲板とし、それ以外は滑り止めをつけた。
機関は航続力の要望を満たすためディーゼルエンジンとし、新潟M6Hディーゼル270馬力を2基搭載することで15.5ノットを得た。
2基のスクリューは船底に設けたセレス内に収められ、ベースラインより下に出ないようにし、また舵は2枚でスクリュー直後に置かれていた。
兵装は7.7mm機銃3挺で、前甲板、操舵室天蓋、後部構造物天蓋にそれぞれ1挺ずつ、また30cm探照灯と1m測距儀が操舵室天蓋に置かれた。
発電機1基、
無線機は長波・短波兼用が1基。

### 公試成績
「#軍艦基本計画資料」に公試成績と思われる数値の記載がある。
- 排水量:57.34トン、吃水:0.623 m、出力:773 hp、速力:15.514ノット

## 艦型の変遷
運用開始後の1931年に落下防止用に手摺を設置、機銃に盾を装備などが要請され、工事が実施された。
操舵室や居住区への防弾装備も要請があったが、重量などの問題で実施されなかった。

## 艦歴

### 建造
1929年 (昭和4年) 4月27日に三井物産と製造契約を締結、9月2日に三井物産造船部玉工場で起工した。
9月6日に建造中の雑役船は、船種:交通船 (内火式河用特型)、船名:小鷹、所属:第一遣外艦隊司令部と決定した。
同年12月4日に進水、翌1930年（昭和5年）1月11日に竣工した。
翌12日に運送艦「青島」に搭載され
上海まで運ばれた。
1月19日に「青島」から降ろされ、取り外された艤装品 (クレーンのつり上げ重量制限のため取り外し) の再装備を24日午前まで行い、
同日午前11時に軍艦旗掲揚式を行った。

### 戦歴
日中戦争では「遡江作戦」などに参加した。

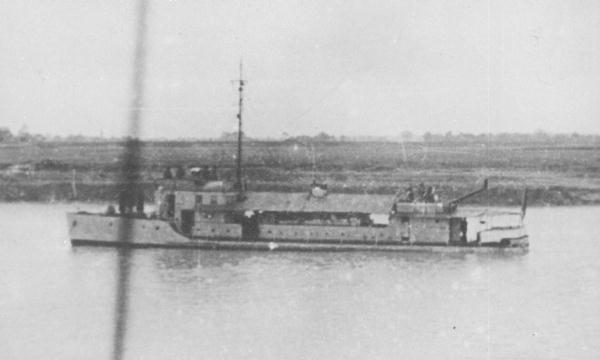
揚子江における「小鷹」

1944年（昭和19年）5月31日に揚子江で爆撃を受け沈没した。

## 艦船符号

### 信号符字
旗旒信号などに使用される。
- GQLZ:1930年1月28日[17] -

### 略符号
無線電信用の符号、いわゆるコールサイン。
- JZSD:1930年1月28日[18] -